# Satz von Poincaré (Geometrie)
In der Mathematik gibt der Satz von Poincaré eine hinreichende Bedingung dafür, dass ein hyperbolisches Polygon (Vieleck) der Fundamentalbereich einer diskreten Gruppe von Isometrien ist. Er wurde 1882 von Henri Poincaré bewiesen und war grundlegend für seine Arbeiten über Uniformisierung Riemannscher Flächen.

## Definitionen
Sei {\displaystyle D} ein Polygon in der hyperbolischen Ebene. Alle Kanten von {\displaystyle D} seien mit einer Orientierung versehen.
Weiter sei {\displaystyle \Gamma } eine Gruppe von Isometrien der hyperbolischen Ebene. Wir sagen, dass zwei (orientierte) Kanten {\displaystyle s} und {\displaystyle s^{\prime }} miteinander gepaart werden, wenn es ein {\displaystyle \gamma _{s}\in \Gamma } mit {\displaystyle \gamma _{s}s=s^{\prime }} gibt. (Die Möglichkeit {\displaystyle s=s^{\prime }} ist zugelassen.)
Eine Kantenpaarung des Polygons {\displaystyle D} besteht aus einer Menge von Paarungen, bei denen jede Kante genau einmal als Ausgangskante und genau einmal als Zielkante vorkommt. Zu jedem Paar einer Kantenpaarung hat man also eine Isometrie {\displaystyle \gamma \in \Gamma }. Weiter wird gefordert, dass die dem Paar {\displaystyle (s^{\prime },s)} zugeordnete Isometrie {\displaystyle \gamma _{s^{\prime }}} das Inverse der dem Paar {\displaystyle (s,s^{\prime })} zugeordneten Isometrie {\displaystyle \gamma _{s}\in \Gamma } ist, und dass {\displaystyle \gamma _{s}(\mathrm {int} (D))\cap \mathrm {int} (D)=\emptyset } für alle Kanten {\displaystyle s} gilt.
Für eine Ecke {\displaystyle v_{0}} von {\displaystyle D} gibt es eine eindeutige orientierte Kante {\displaystyle s_{0}}, deren Ausgangspunkt {\displaystyle v_{0}} ist. Sei {\displaystyle v_{1}=\gamma _{s_{0}}v_{0}}. Sei {\displaystyle s_{1}} die eindeutige orientierte Kante mit Ausgangspunkt {\displaystyle v_{1}}, und sei {\displaystyle v_{2}=\gamma _{s_{1}}v_{1}}. Die Iteration dieses Verfahrens muss nach endlich vielen Schritten wieder zur Ausgangsecke {\displaystyle v_{0}} führen. Der so konstruierte Zykel {\displaystyle v_{0}\to v_{1}\to v_{2}\to \ldots \to v_{0}} heißt elliptischer Zykel.

## Satz von Poincaré
Sei {\displaystyle D} ein konvexes hyperbolisches Polygon mit endlich vielen Kanten. Man habe eine Kantenpaarung, bei der keine Kante mit sich selbst gepaart wird, und bei der für jeden elliptischen Zykel die Summe der Innenwinkel der vorkommenden Ecken von der Form {\displaystyle \textstyle {\frac {2\pi }{m_{j}}}} für eine natürliche Zahl {\displaystyle m_{j}} ist.
Dann erzeugen die Kantenpaarungen eine diskrete Gruppe {\displaystyle \Gamma } mit Fundamentalbereich {\displaystyle D}.

## Verallgemeinerungen
Die dreidimensionale Version des Satzes von Poincaré wird als Poincaréscher Polyedersatz bezeichnet. Die diskontinuierlichen Gruppen sind hier Kleinsche statt Fuchssche Gruppen. Er veröffentlichte ihn 1883.